# Jiřina Steimarová
Jiřina Steimarová (* 24. Januar 1916 in Prag-Podskalí; † 7. Oktober 2007 in Prag) war eine tschechische Schauspielerin.

## Leben
Die Tochter von Anna Steimarová und Jiří Steimar entstammt einer Schauspielerfamilie. Ihr Großvater war der Pilsener Prinzipal Vendelín Budil. Sie war die Mutter der Schauspieler Jiří Kodet und Evelyna Steimarová. Auch ihre Enkelinnen Barbora Kodetová und Anna Polívková sind Schauspielerinnen.
Jiřina Steimarovaus verlor in der Tschechoslowakei aus politischen Gründen ihre Stelle am Nationaltheater in Prag.
1932 gab sie als 16-Jährige ihr Filmdebüt, letztmals stand sie 1999 vor der Kamera.

## Filme
- 1933: Ekstase
- 1961–63: Tři chlapi v chalupě
- 1968: Alte Kriminalfälle (Hříšní lidé města pražského)
- 1974–79: Die Kriminalfälle des Majors Zeman (30 případů majora Zemana)